# Alcides aurora
Alcides aurora is een vlinder uit de familie van de uraniavlinders (Uraniidae)

## Kenmerken
De vleugels vertonen groene en zachtroze weerschijnkleuren, die onder invloed van zonlicht schitteren. Ze hebben tevens de pigmentkleuren van dagvlinders. De spanwijdte bedraagt ongeveer 8 cm.

## Leefwijze
Deze nachtvlinder gedraagt zich in alle opzichten als een dagvlinder, zoals de wijze van vliegen. Ook vliegen ze overdag.

## Verspreiding en leefgebied
Deze vlindersoort komt voor in Nieuw-Guinea en enkele eilanden van de Bismarck-archipel.